# عظاءات ذات سن ثديي
عظاءات جهضمية أو عظاءات ذات سن ثديي (الاسم العلمي: Mastodonsauroidea)، فصيلة عليا منقرضة من برمائيات مقسومات الفقار المعروفة من العصر الثلاثي والجوراسي.عُثر على أحفوريات تنتمي إلى هذه الفصيلة العليا في أمريكا الشمالية وغرينلاند وأوروبا وآسيا وأستراليا.